# Dendropsophus grandisonae
Dendropsophus grandisonae es una especie de anfibios de la familia Hylidae.
Especie poco estudiada, se ha citado únicamente como presente en "el bosque de Mazaruni, Guayana Británica" (Goin 1966). La localización exacta es desconocida y no se han publicado mapas de su distribución.
Sus hábitats naturales incluyen bosque tropicales o subtropicales secos y a baja altitud, ríos, marismas de agua dulce y corrientes intermitentes de agua.